# John Hensley
John Carter Hensley (Louisville, 29 agosto 1977) è un attore statunitense.

## Biografia
Prima di diventare famoso lavorava in un ranch di cavalli. I suoi genitori divorziarono quando aveva tre anni.

## Carriera
Fu notato da un manager che, avendolo visto nei provini del suo liceo, gli consigliò di partire per una settimana a New York. John però rifiutò perché voleva essere sicuro del suo futuro artistico. Fece così un provino per il ruolo di Gabriel Bowman nella serie televisiva Witchblade dove ottenne un discreto successo. Partecipò così a vari spot e comparse di telefilm tra cui I Soprano, ma il ruolo più importante, che lo rese noto al grande pubblico televisivo, è quello dell'adolescente Matt McNamara nella serie televisiva della FX Nip/Tuck.

## Filmografia

### Cinema
- Campfire Stories, regia di Bob Cea, Andrzej Krakowski e Jeff Mazzola (2001)
- Peoples, regia di Joseph Ardery (2004)
- Fifty Pills, regia di Theo Avgerinos (2005)
- Denti (Teeth), regia di Mitchell Lichtenstein (2007)
- Ombre dal passato (Shutter), regia di Masayuki Ochiai (2008)
- Hostel: Part III, regia di Scott Spiegel (2011)
- Mall, regia di Joe Hahn (2014)

### Televisione
- I Soprano (The Sopranos) – serie TV, episodio 2x06 (2000)
- Madigan Men – serie TV, 12 episodi (2000)
- Witchblade – serie TV, 19 episodi (2001)
- Nip/Tuck – serie TV, 100 episodi (2003-2010)
- CSI - Scena del crimine (CSI: Crime Scene Investigation) – serie TV, episodio 7x14 (2007)
- Longmire – serie TV, episodio 2x07 (2013)
- Sons of Anarchy – serie TV, episodio 6x04 (2013)
- The Mentalist – serie TV, episodi 6x19-6x21 (2014)
- Timeless – serie TV, episodio 1x11 (2017)
- NCIS: New Orleans – serie TV, episodio 3x18 (2017)
- Le regole del delitto perfetto (How to Get Away with Murder) – serie TV, 11 episodi (2018-2019)
- The Good Doctor – serie TV, episodio 4x12 (2021)
- NCIS - Unità anticrimine (NCIS) – serie TV, episodi 19x02-19x03-19x04 (2021)

## Doppiatori italiani
Nelle versioni in italiano delle opere in cui ha recitato, John Hensley è stato doppiato da:
- Emiliano Coltorti in Witchblade, Hostel: Part III, Le regole del delitto perfetto
- Stefano Brusa in Nip/Tuck, 9-1-1
- Massimiliano Alto ne I Soprano
- Lorenzo Scattorin in Denti
- Francesco Pezzulli in CSI - Scena del crimine
- Roberto Gammino in Ombre dal passato
- Sacha De Toni in The Mentalist
- Marco Vivio in NCIS: New Orleans
- Edoardo Stoppacciaro in The Good Doctor